# 浅海淳一
浅海 淳一（あさうみ じゅんいち）は、日本の歯科医師、歯学者。岡山大学医歯薬学総合研究科副研究科長、歯学部長、医歯薬学総合研究科病態制御科学専攻歯科放射線学分野教授。日本歯科放射線学会理事長。愛媛県今治市出身。

## 経歴
1984年 広島大学卒業。以後、西条中央病院、岡山大学歯学部附属病院]合診療室助手、光輝病院歯科・口腔外科科長、岡山大学歯学部附属病院第一口腔外科助手、岡山大学歯学部口腔外科学第1講座助手、水島第一病院、岡山大学歯学部口腔外科学第1講座助手、国立岡山病院歯科・口腔外科厚生技官、岡山大学歯学部歯科放射線学講座助手、岡山大学歯学部附属病院歯科放射線・口腔診断科講師を経て、2008年に教授に就任。

## 著書
- 浅海淳一 他 著、日本歯科放射線学会 編『歯科臨床における画像診断アトラス』医歯薬出版、2008年1月。ISBN 978-4-263-45610-1。 NCID BA84561558。
- 浅海淳一 他 著、金田隆] 編『一歩先のパノラマ診断力』砂書房、2012年11月。ISBN 9784901894982。 NCID BB10976190。
- 浅海淳一 著「第4章 X線撮影法と画像検査 7.造影検査」、岡野友宏、小林馨、有地榮一郎 編『歯科放射線学』（第5版）医歯薬出版、2013年9月。ISBN 978-4263456675。 NCID BB13524355。

## 所属団体
- 日本歯科医学会
  - 日本口腔外科学会[1]
  - 日本歯科放射線学会 理事長[3]、第29回関西・九州合同地方会（第52回関西地方会・第48回九州地方会）世話人[1]
  - 日本口腔診断学会 理事[4]
  - 日本口腔腫瘍学会[1]
- 日本医学会
  - 日本癌学会[1]
  - 日本口腔科学会 評議員[1]
  - 日本医学放射線学会[1]
  - 日本癌治療学会[1]
  - 日本放射線腫瘍学会[1]
- 日本頭頸部癌学会[1]
- 日本ハイパーサーミア学会[1]
- 岡山歯学会 理事[1]